# Giuseppe e la moglie di Putifarre (Properzia de' Rossi)
Giuseppe e la moglie di Putifarre è una formella di marmo della scultrice italiana Properzia de' Rossi, realizzata nel 1526 e conservata presso il Museo diocesano di San Petronio a Bologna.

## Storia
Questa formella, commissionata dalla Fabbrica di San Petronio per la facciata ovest dell'omonima basilica, narra l'episodio biblico in cui il profeta Giuseppe scappa dalle seduzioni della moglie di Putifarre, il capo delle guardie del faraone d'Egitto.
Come scrisse Vasari, è probabile che con la scelta di questo soggetto la scultrice volesse rappresentare, immedesimandosi nella moglie di Putifarre, il suo non contraccambiato amore per Anton Galeazzo Malvasia. Nonostante questa notizia, i documenti processuali dell’Archivio criminale di Bologna hanno rivelato che Properzia fu "pubblica concubina" di Malvasia e che fu addirittura sua alleata durante il danneggio dell'orto di un vicino di casa, che costò loro un processo nel 1520.

## Descrizione
Questo bassorilievo è l'unica opera scultorea che con assoluta certezza può essere attribuita alla mano di Properzia de' Rossi, quindi l'unica che consente di conoscere la personalità artistica della scultrice.
La scena raffigurata è stata nel tempo messa in relazione con quella realizzata da Giulio Romano nella loggia di Raffaello nella Città del Vaticano, che Properzia poté vedere tramite la traduzione di essa in incisione di Marcantonio Raimondi, presso il quale lei stessa svolse un apprendistato.

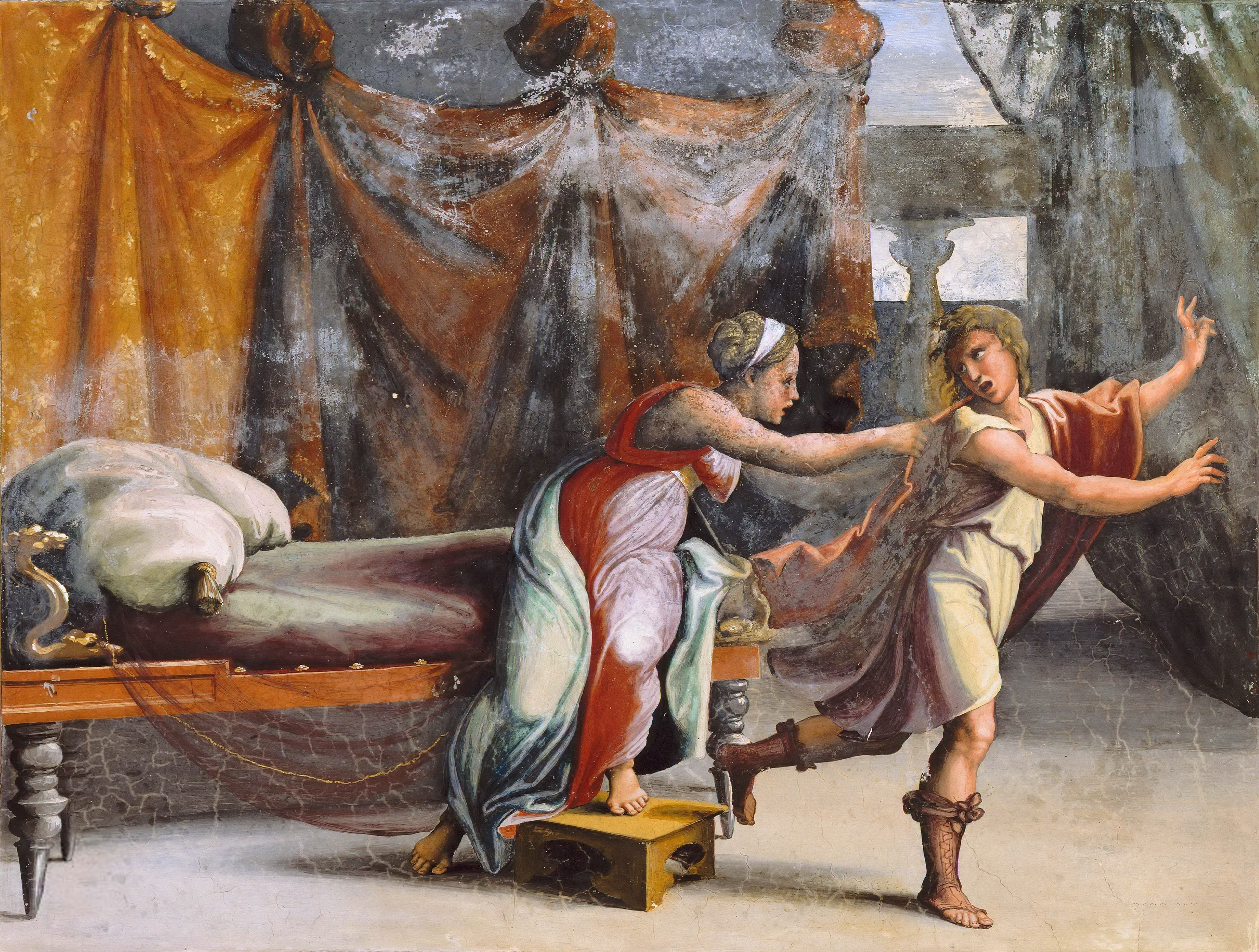
Tentazione della moglie di Putifarre, Loggia di Raffaello, Palazzo Apostolico, Città del Vaticano

Nel bassorilievo Giuseppe appare decentrato mentre fugge nella sua castità dall'aggressività della moglie di Putifarre, che vuole ardentemente unirsi a lui. Quest'ultima appare in sembianze androgine, visto il piccolo seno e le braccia vigorose, una delle quali è fortemente estesa nell'afferrare con decisione e violenza il giovane.
Per queste caratteristiche, e quindi per l'abilità con cui la scultrice descrisse l'anatomia e gli eleganti movimenti dei personaggi, questa formella non mancò di attirare l'attenzione di osservatori quali Giorgio Vasari, già ammiratore di Properzia (tanto che fu l'unica donna a essere citata nelle Vite), e anche di Parmigianino, che poté vederla durante un soggiorno bolognese.
Assistiamo quindi a un contrasto tra l'innocenza di Giuseppe e il voluttuoso spirito della moglie di Putifarre.